# Hemimycena hirsuta
Hemimycena hirsuta es una especie de hongo basidiomiceto de la familia Mycenaceae, del orden  Agaricales.

## Sinónimos
- Delicatula crispula (Kühner & Romagn, 1953)
- Delicatula crispula (Pat, 1900)
- Helotium hirsutum (Tode, 1790)
- Hemimycena crispula (Singer 1943)
- Marasmiellus crispulus (Singer, 1951)
- Mycena crispula (Kühner, 1938)
- Omphalia crispula (Quél, 1886)
- Omphalia hirsuta (Quél, 1890)
- Perona hirsuta (Pers, 1825)